# هاري برات جادسون
هاري برات جادسون (بالإنجليزية: Harry Pratt Judson)‏ هو مؤرخ أمريكي، ولد في 1849، وتوفي في 1927.